# Квинт Сульпиций
Квинт Сульпиций (лат. Quintus Sulpicius; III век до н. э.) — римский политический деятель из аристократического рода Сульпициев, фламин (возможно, Юпитера). Упоминается у Плутарха и Валерия Максима в связи со своим уходом с должности: по данным этих авторов, он оставил фламинат, так как с него во время жертвоприношения упала шапка. Антиковеды допускают, что это стало всего лишь поводом: Квинт мог уйти из фламинов, чтобы освободиться от многочисленных запретов, связанных с этой должностью, и начать полноценную общественную жизнь. Роберт Броутон датирует это событие примерно 223 годом до н. э..